# Prefab
Prefab București este o companie producătoare de materiale de construcții din România.
Compania comercializează produse de balastieră, BCA, grinzi și tuburi de presiune folosite la canalizări și la alimentari cu apă.
Acționarul majoritar al Prefab este compania omului de afaceri și politicianului Marian Miluț, Romerica International, care controlează 78,21% din capitalul social.
În acționariatul societății mai figurează și SIF Muntenia, cu 12,83%.
Prefab deține un număr de nouă fabrici și un port de extragere a agregatelor din Dunăre.
Prefab București controlează companiile Prefab Invest București, Prefab BG Eood - înregistrată în Bulgaria - și SC FC Prefab 05 Modelu.
Cifra de afaceri:
- 2009: 84 milioane lei[3]
- 2008: 129 milioane lei[4]
- 2005: 97,1 milioane lei[4]
- 2006: 91,4 milioane lei[5]
- 2005: 74,3 milioane lei[5]